# Championnat de Guinée équatoriale de football 2017
Navigation
Saison précédente Saison suivante
Le Championnat de Guinée équatoriale de football 2017 est la trente-neuvième édition du Championnat de Guinée équatoriale de football. 
La compétition se scinde en deux phases :
- La première phase voit les équipes réparties en deux poules géographiques (Insular et Continental), où elles s'affrontent à deux reprises. Les trois premiers se qualifient pour la seconde phase.
- Lors de la seconde phase, les six qualifiés se retrouvent dans une poule unique en emportant les points acquis au premier tour et ne jouant que contre les équipes de l'autre zone.

C'est le club de Leones Vegetarianos qui remporte le titre cette saison. C'est le premier titre de champion de Guinée équatoriale de l'histoire du club.

## Les clubs participants
- Racing Micomeseng
- FC Bata
- Estrellas del Futuro - Promu de Segunda División
- Quince de Agosto
- Unión Vesper - Promu de Segunda División
- Atlético Bata  - Promu de Segunda División
- Nsok-Nsomo FC - Promu de Segunda División
- Real Bumudi - Promu de Segunda División
- CD Elá Nguema
- Leones Vegetarianos
- Atlético Semu
- Deportivo Unidad
- UD Santa María - Promu de Segunda División
- Recreativo Lampert  - Promu de Segunda División
- AD Real Equis   - Promu de Segunda División
- Real Teka   - Promu de Segunda División

## Compétition
Le barème utilisé pour le classement est le suivant :
- Victoire : 3 points
- Match nul : 1 point
- Défaite, abandon ou forfait : 0 point

### Première phase
| Rang | Équipe               | Pts | J  | G  | N | P  | Bp | Bc | Diff |
| ---- | -------------------- | --- | -- | -- | - | -- | -- | -- | ---- |
| 1    | CD Elá Nguema T      | 34  | 14 | 10 | 4 | 0  | 32 | 11 | +21  |
| 2    | Leones Vegetarianos  | 31  | 14 | 9  | 4 | 1  | 33 | 9  | +24  |
| 3    | Atlético Semu        | 24  | 14 | 7  | 3 | 4  | 23 | 14 | +9   |
| 4    | Deportivo Unidad     | 22  | 14 | 7  | 1 | 6  | 33 | 13 | +20  |
| 5    | UD Santa María P     | 17  | 13 | 5  | 2 | 6  | 17 | 21 | -4   |
| 6    | Recreativo Lampert P | 15  | 14 | 4  | 3 | 7  | 16 | 17 | -1   |
| 7    | AD Real Equis P      | 7   | 14 | 1  | 4 | 9  | 11 | 41 | -30  |
| 8    | Real Teka P          | 3   | 13 | 0  | 3 | 10 | 8  | 47 | -39  |

| Rang | Équipe                 | Pts | J  | G  | N | P | Bp | Bc | Diff |
| ---- | ---------------------- | --- | -- | -- | - | - | -- | -- | ---- |
| 1    | Racing Micomeseng      | 35  | 14 | 11 | 2 | 1 | 31 | 8  | +23  |
| 2    | FC Bata                | 29  | 14 | 9  | 2 | 3 | 23 | 12 | +11  |
| 3    | Estrellas del Futuro P | 6   | 10 | 1  | 3 | 6 | 8  | 11 | -3   |
| 4    | Unión Vesper P         | 17  | 14 | 5  | 2 | 7 | 17 | 23 | -6   |
| 5    | Quince de Agosto       | 15  | 14 | 4  | 3 | 7 | 14 | 16 | -2   |
| 6    | Atlético Bata P        | 13  | 13 | 4  | 1 | 8 | 10 | 22 | -12  |
| 7    | Nsok-Nsomo FC P        | 12  | 14 | 3  | 3 | 8 | 14 | 28 | -14  |
| 8    | Real Bumudi P          | 8   | 13 | 2  | 2 | 9 | 14 | 26 | -12  |

### Seconde phase
Les clubs qualifiés emportent les points acquis au premier tour et rencontrent uniquement les clubs de l'autre zone.
Après cette phase Leones Vegetarianos est sacré champion.

## Bilan de la saison
| Championnat de Guinée équatoriale de football 2017 |                                 |
| Champion                                           | Leones Vegetarianos (1er titre) |
| Coupes et trophées                                 |                                 |
| Vainqueur de la Coupe de Guinée équatoriale 2017   | Deportivo Niefang               |
| Qualifications continentales                       |                                 |
| Ligue des champions de la CAF 2018                 | Leones Vegetarianos             |
| Coupe de la confédération 2018                     | Deportivo Niefang               |
| Promotions et relégations                          |                                 |
| Promus en Primera División                         |                                 |
| Relégués en Segunda División                       |                                 |